# Þingeyrasandur
Þingeyrasandur är ett näs i republiken Island.   Det ligger i regionen Norðurland vestra, i den nordvästra delen av landet, 170 km norr om huvudstaden Reykjavík.
Med Þíngeyrasandur avses främst sandsträckningen mellan lagunerna Hóps och Húnavatns mynningar (Hópsós och Húnaós eller Húnavatnsós). Denna sträckning är ungefär en mil lång, men knappt hälften så bred, och avskärmar nästan helt de båda lagunerna från fjorden utanför. Þíngeyrasandur har alltid varit obebodd, men någonstans här låg förr den gamla tingsplatsen Húnavatnsþing eller Húnavatnsleið. På vårtinget 1106 drev Nordlandets förste biskop Jón Ögmundarson igenom att en kyrka och ett kloster skulle uppföras på platsen, varpå hela menigheten traskade ner till ett ställe där jorden blev gräsbevuxen och biskopen med egen hand på marken ritade ut grundplanen för Tingöre klosterkyrka. Detta berättas i Jóns saga helga.
Årsmedeltemperaturen i trakten är −2 °C. Den varmaste månaden är juni, då medeltemperaturen är 10 °C, och den kallaste är februari, med −9 °C.